# أوين ووكر
أوين ووكر (بالإنجليزية: Owen Walker)‏ هو مبرمج نيوزيلندي، ولد في 1989.